# どんでん返し
どんでん返し（どんでんがえし）
1. 忍者屋敷の扉のからくり。
2. 歌舞伎の強盗返のこと。
3. 上から転じて、フィクションなどのストーリー展開技法の一つをいう。同様に、話や形勢、立場などが正反対にひっくり返って逆転したことにも用いられる。
4. 映画・ビデオ等の撮影現場で、想定線を超えて機材を移動させること。

この項目では、第3項について扱う。
ストーリー展開におけるどんでん返し（どんでんがえし）は、小説や映画の中で用いられる技法のひとつ。
大方の読者や視聴者の予想を大きく裏切ったり、一旦終結したかに見えたストーリーを大きく覆したりするような結末が用意されているものが典型である（この種の結末の付け方は、英語ではsurprise endingにあたる）。芝居を途切れさせることなく大規模な舞台転換を短時間で行う歌舞伎のどんでん返しから転じて名付けられた。どんでん返しはエンディングに限らず、次々に事態が変遷し、推測、推理が何度も覆されていく様態を意味する場合もある。